# Еґберт І (король Кенту)
Егберт І (давн-англ. Ecgberht, Egbert, Ecgbriht, Ægbriht, Ecgbryht, Ecgbyrht; ? —4 липня 673) — король Кенту у 664—673 роках.

## Життєпис
Походив з династії Ескінгів. Старший син Еоркенберта, короля Кенту, та Сексбурги (доньки Анни, короля Східної Англії). Про дату народження достеменно невідомо. Втім у 664 році після смерті батька під час моровиці Егберт був неповнолітнім. Тому регентшею стала його мати.
Близько 668 або 669 року зумів перебрати владу, напевне з допомогою представників знаті. Мати — Сексбурга — пішла до монастиря. Вплив отримав радник Тунор. Невдовзі, побоюючись своїх стриєчних братів Етельреда та Етельберта (синів Ерменреда, старшого брата батька Егберта I), які мали більше прав на трон, наказав стратити. Сестрі вбитих — Ефе — надав землі на острові Танет, де та заснувала монастир.
Егберт I був патроном церкви. При його дворі могли зупинятися священики, які прибували до Британії, яким надавалася підтримка харчами, одягом та грішми, зокрема єпископу Вілфріду, що втік з Нортумбрії, абатам Бенедикту та Адріану, який прибув з Франкської держави. Збереглася хартія, з якої випливає, що король був покровителем монастиря в Чертсі у 666 році, надавши землю Еркенвальду, єпископу Лондону. При Егберті I до Кенту 669 року прибув Теодор Тарсійський, якого обрано архієпископом Кентерберійський. Потім він став першим примасом Британії.
Також було встановлено дипломатичні стосунки з королем франків та лангобардів. Часто спрямовував своїх представників (особливо священників) до цих держав. При цьому підтримувалися дружні стосунки з королівствами Мерсія, Східна Англія, Нортумбрія, Маґонсет. У союзі з Вессексом та Ессексом розділив королівство Суррей. Втім у 669 році зазнав поразки у війні з Мерсією, втративши Суррей.
Десь наприкінці 660-х років став карбувати срібні пенні («скетта»).
673 року Егберт I помер досить молодим, а його сини Едрік і Вітред були зовсім дітьми, тому трон Кенту перейшов до молодшого брата Глотгера.

## Родина
- Едрік, король у 685—686 роках
- Вітред, король у 691—725 роках